# Markwayne Mullin
Markwayne Mullin (Tulsa, 26 luglio 1977) è un politico statunitense, attuale senatore per lo stato dell'Oklahoma dal 2023 ed in precedenza membro della Camera dei Rappresentanti per il 2º distretto dello stato dal 2013 al 2023.

## Biografia
Nato a Tulsa, Mullin discende da una famiglia di nativi americani. Dopo il liceo, prese le redini dell'azienda di famiglia e la espanse notevolmente, riuscendo ad aumentare il numero dei dipendenti da sei a più di cento.
Nel 2012 decise di affiancare all'attività di imprenditore quella di politico e dopo aver aderito al Partito Repubblicano venne eletto deputato alla Camera dei Rappresentanti per il seggio lasciato vacante dal democratico Dan Boren.
Si ritirerà dalla Camera dei rappresentanti  alla fine del 117º Congresso per candidarsi come senatore, carica che in seguito vinse con il 61,8% dei voti, assumendo così l’incarico il 3 gennaio 2023.

## Vita privata
Sposato con Christie, Mullin ha tre figli.